# Tavila
Tavila là một chi bướm đêm thuộc họ Noctuidae.